# Oplonia minor
Oplonia minor är en akantusväxtart som först beskrevs av Raymond Benoist, och fick sitt nu gällande namn av William Thomas Stearn. Oplonia minor ingår i släktet Oplonia och familjen akantusväxter.

## Underarter
Arten delas in i följande underarter:
- O. m. meridionalis
- O. m. vestita